# فيرنون جونز
فيرنون جونز (بالإنجليزية: Vernon Jones)‏ هو سياسي أمريكي، ولد في 31 أكتوبر 1960 في الولايات المتحدة. حزبياً، نشط في الحزب الديمقراطي. وقد انتخب عضو مجلس نواب جورجيا.